# Pedroso (La Rioja)
Pedroso est une commune de la communauté autonome de La Rioja, en Espagne.

## Démographie
| 1900 | 1910 | 1920 | 1930 | 1940 | 1950 | 1960 | 1970 | 1981 |
| ---- | ---- | ---- | ---- | ---- | ---- | ---- | ---- | ---- |
| 567  | 560  | 523  | 486  | 451  | 481  | 443  | 252  | 127  |

| 1991 | 2001 | 2011 | - | - | - | - | - | - |
| ---- | ---- | ---- | - | - | - | - | - | - |
| 111  | 103  | -    | - | - | - | - | - | - |

## Administration

### Conseil municipal
La ville de Pedroso comptait 241 habitants aux élections municipales du 26 mai 2019. Son conseil municipal (en espagnol : Pleno del Ayuntamiento) se compose donc de 5 élus.
| Parti | Parti                                    | Voix | %       | Élus  |
| ----- | ---------------------------------------- | ---- | ------- | ----- |
|       | Parti socialiste ouvrier espagnol (PSOE) | 42   | 64,62 % | 2 / 3 |
|       | Parti populaire (PP)                     | 22   | 33,85 % | 1 / 3 |

### Liste des maires
| Mandat    | Maire | Maire                    | Parti            |
| --------- | ----- | ------------------------ | ---------------- |
| 1979-1983 |       | Alberto Viniegra Blasco  | UCD              |
| 1979-1983 |       | Ángel Novoa Alonso       | Comisión Gestora |
| 1983-1987 |       | Félix L. Novoa Ramos     | PSOE             |
| 1987-1991 |       | Ramón Viniegra Martínez  | AP               |
| 1991-1995 |       | Rufino Fraisoli Viniegra | PSOE             |
| 1995-1999 |       | Manuel Novoa Alonso      | PSOE             |
| 1999-2003 |       | Elena Prior Ezquerro     | PP               |
| 2003-2007 |       | Elena Prior Ezquerro     | PP               |
| 2007-2011 |       | Elena Prior Ezquerro     | PP               |
| 2011-2015 |       | Elena Prior Ezquerro     | PP               |
| 2015-2019 |       | Eduardo Alonso Nájera    | PSOE             |
| 2019-2023 |       | Eduardo Alonso Nájera    | PSOE             |